# Trenta (Bovec)
Trenta é uma vila localizada no município de Bovec na Eslovênia. Possuía uma população estimada de 116 habitantes em 2020.